# Ecuba (Ennio)
Ecuba (in latino Hecuba) è una cothurnata perduta dello scrittore romano Quinto Ennio.

## Trama
Come si nota dai frammenti rimasti , l'opera era una trasposizione latina dell'omonima tragedia di Euripide .